# Dominez Burnett
Dominez Burnett (Flint, 28 ottobre 1992) è un cestista statunitense.

## Palmarès
- Campionato lettone: 1

Ventspils: 2017-18
- Coppa Italia LNP: 1

Treviso Basket: 2019
- Israeli Basketball Leumit Cup: 1

Ironi Nahariya: 2022